# Danny Eichelbaum

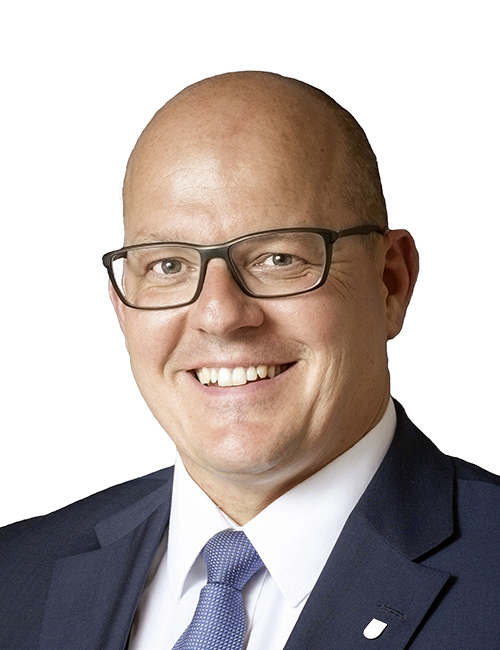
Danny Eichelbaum (2019)

Danny Eichelbaum (* 25. Dezember 1973 in Treuenbrietzen) ist ein deutscher Politiker (CDU). Seit 2009 ist er Abgeordneter des Landtages Brandenburg.

## Leben und Beruf
Von 1980 bis 1990 besuchte Eichelbaum eine Polytechnische Oberschule in Jüterbog. 1992 schloss er den Besuch des Gymnasiums im gleichen Ort mit dem Abitur erfolgreich ab. Von 1992 bis 1998 studierte er zunächst an der Europa-Universität Viadrina in Frankfurt (Oder) und dann an der Universität Potsdam Rechtswissenschaften und bestand sein 1. Staatsexamen. Daran anschließend absolvierte er sein Referendariat unter anderem bei Peter-Michael Diestel. 2001 bestand er das 2. Staatsexamen und ist seitdem als Volljurist tätig.
Von 2001 bis 2009 arbeitete er als Büroleiter der Bundestagsabgeordneten Katherina Reiche.
Er ist ledig und lebt in Jüterbog.

## Politik
Seit 1992 ist Eichelbaum Mitglied der CDU und seit 1993 auch Mitglied des Vorstandes der CDU Teltow-Fläming. Von 1995 an war er stellvertretender Vorsitzender dieses Verbandes, bevor er 2005 zu deren Vorsitzenden gewählt wurde. Seit 1998 ist er Mitglied des Kreistages Teltow-Fläming und wurde dort 2003 Vorsitzender seiner Fraktion.
Eichelbaum war zudem von 1998 bis 2012 Mitglied der Stadtverordnetenversammlung Jüterbog und ist dies wieder seit 2019. Von 2019 bis 2024 war er Vorsitzender der Stadtverordnetenversammlung. Seit Juni 2019 ist Eichelbaum Vorsitzender des Kreistages Teltow-Fläming. Seit August 2019 ist Eichelbaum Vorstandsmitglied des Landkreistages Brandenburg.
Bei der Landtagswahl in Brandenburg 2009 kandidierte Eichelbaum im Landtagswahlkreis Teltow-Fläming I für ein Mandat und zog über die Landesliste in den Landtag ein. Er war in der 5. Wahlperiode ordentliches Mitglied im Rechtsausschuss, Richterwahlausschuss sowie in der Parlamentarischen Kontrollkommission, außerdem war er der Rechtspolitische Sprecher seiner Fraktion im Landtag. Ab Juli 2011 war Eichelbaum Landesvorsitzender des Arbeitskreises Christlich Demokratischer Juristen Brandenburg. Im November 2011 übernahm er den Vorsitz des Rechtsausschusses des Landtages Brandenburg. Er legte dieses Amt, auf eigenen Wunsch hin, im Januar 2014 nieder. Bei der Landtagswahl 2014 zog er erneut die Landesliste in den Landtag ein.
Bei der Landtagswahl 2019 zog er erneut über die Landesliste in den Landtag ein. Im November 2019 wählte ihn die CDU-Landtagsfraktion Brandenburg zum stellvertretenden Vorsitzenden für die 7. Wahlperiode des Landtages. In der 7. Wahlperiode des Landtages Brandenburg war Eichelbaum ordentliches Mitglied des Rechtsausschusses sowie des Ausschusses für Landwirtschaft, Umwelt und Klimaschutz, des Ausschusses für Europaangelegenheiten und Entwicklungspolitik und des Richterwahlausschusses. Weiterhin war er Sprecher für Rechtspolitik seiner Fraktion. Am 17. November 2022 wählte der Landtag Brandenburg Danny Eichelbaum einstimmig zum Vorsitzenden des Untersuchungsausschusses zur Untersuchung der Krisenpolitik der Landesregierung im Zusammenhang mit dem Coronavirus und der Erkrankung COVID-19.
Bei der Landtagswahl 2024 zog Eichbaum erneut über die Landesliste in den Landtag ein. In der 8. Wahlperiode ist Eichelbaum Vorsitzender des Landtagsausschusses für Recht und Digitalisierung sowie Mitglied im Ausschuss für Infrastruktur und Landesplanung des Landtags Brandenburg und Mitglied im Richterwahlausschuss. Zudem ist Eichelbaum seit Januar 2025 Fraktionsjustiziar der CDU-Landtagsfraktion Brandenburg und Teil des Fraktionsvorstandes.
Im April 2013 wurde Eichelbaum zum Präsidenten des Ringer-Verbandes Brandenburg gewählt. Danny Eichelbaum ist seit 2015 Mitglied der Marineoffiziersvereinigung (MOV).

## Kritik
Eichelbaum geriet im Januar 2011 in die Kritik, als er die Einführung einer pauschalen sozialverträglichen Gerichtsgebühr für Sozialgerichtsbarkeit mit der Aussage „Es gibt viele offensichtlich unbegründete Klagen von ALG II-Empfängern. Gerichtsgebühren würden die Hemmschwelle senken, die Sozialgerichte mit der Einreichung erfolgloser Klagen zu überschwemmen.“ forderte. Hierbei sollte in erster Instanz bei den Sozialgerichten eine pauschale Gebühr von 75 Euro pro Klage erhoben werden. Dieses Zitat jedoch stellt nur einen Teilausschnitt eines Interviews dar, welches Eichelbaum am 1. Januar 2011 der DPA gab. Eichelbaum folgte damit einer Empfehlung der Justizministerkonferenz, des Bundesrates und aller Präsidenten der Landessozialgerichte.
Des Weiteren wurde im Jahr 2012, aufgrund von anonymen Anzeigen gegen Danny Eichelbaum ein Ermittlungsverfahren eingeleitet. Dem CDU-Politiker wurden falsche Angaben zu seinem Wohnsitz und überhöhte Fahrtkostenpauschalen des Landtags vorgehalten. Die zuständige Staatsanwaltschaft stellte das Verfahren gegen eine Geldauflage an gemeinnützige Organisationen im Januar 2014 ein (§ 153a Abs. 1 Nr. 2 StPO). Laut Staatsanwaltschaft haben sich die Vorwürfe der Wahlfälschung und des Betruges in „strafrechtlicher Hinsicht nicht bestätigt“. Danny Eichelbaum ist damit nicht bestraft, es erfolgte keine Registereintragung, die Unschuldsvermutung gilt weiterhin. Die Kosten des Verfahrens musste die Staatskasse tragen. Trotzdem stellte Danny Eichelbaum sein Amt als Vorsitzender des Rechtsausschusses des Landtages Brandenburg im Januar 2014 zur Verfügung.